# 15058 Billcooke
15058 Billcooke (1998 YL16) là một tiểu hành tinh vành đai chính được phát hiện ngày 22 tháng 12 năm 1998 bởi Spacewatch ở Kitt Peak.